# 정철종
정철종(1961년 3월 20일 ~ )은 웅진에스티, 모토로라코리아 대표이사 사장을 지낸 대한민국의 기업인이다. 모토로라에 합류하기 전, 삼성전자 시스템LSI 마케팅그룹장을 맡으면서 불모지에 가깝던 삼성의 시스템반도체 사업을 궤도에 올려놓는 데 기여했다.

## 학력
- 캐나다 맥길대학교 전자공학 학사
- 캐나다 맥길대학교 전자공학 석사
- 미국 버지니아 공과대학교 전자공학 박사

## 참고 자료
- 정철종 동아일보 인물검색